# Дейвід Ленгфорд
Дейвід Роуленд Ленгфорд (англ. David Rowland Langford, нар. 10 квітня 1953 року, Ньюпорт, Велика Британія) — валлійський критик, редактор та письменник наукової фантастики. Ленґфорд є редактором фензину «Ansible» та лауреатом більш ніж двох десятків премій «Г'юго» (за сам журнал та за критику).

## Біографія
Дейвід Роуленд Ленгфорд народився 10 квітня 1953 року у Ньюпорті, Уельс (Велика Британія), молодший брат Дейвіда — Джон Ленгфорд — музикант.
Ленґфорд закінчив Брейсноуз коледж при Оксфордському університеті (англ. Brasenose College), де отримав ступінь з фізики (що примітно, саме у коледжі Дейвід вперше потрапив у фандом). Після коледжу Ленґфорд працював у Науково-дослідному інституті атомної зброї (AWRE, від англ. Atomic Weapons Research Establishment, після 1987 року — перейменовано у AWE) у Олдермастоні (англ. Aldermaston).
Першим опублікованим науково-фантастичним твором Ленґфорда стало оповідання «Хвиля спеки» 1975 року. Однак, як автор фантастики Ленґфорд відомий своїми пародіями. Так у 1979 році під псевдонімом Вільям Роберт Лузлі (англ. William Robert Loosley), від імені якого і ведеться оповідь, вийшла книга «Опис зустрічі з мешканцями іншого світу, 1871», рукопис вікторіанської епохи про контакт з НЛО, сприйнятий деякими уфологами як документальний (письменник Вітлі Стрібер посилається на описувані події у своєму романі «Majestic»). У 1982 році Ленґфорд публікує свій перший серйозний НФ-роман «Космічний ласун» (англ. «Space Eater»). Згодом знову виходить гумористичний роман «The Leaky Establishment» (1984 рік) та Футурологічний сценарій у співавторстві з Браєном Стейблфордом (англ. Brian Stableford) — «Третє тисячоліття: Історія світу з 2000 по 3000» (англ. The Third Millennium: A History of the World AD 2000-3000), 1985 рік.
У 1987 році виходить «Earthdoom!» (у співавторстві з Джоном Грантом (англ. John Grant)), а через рік авторська збірка Ленґфорда фентезі та НФ-пародій «The Dragonhiker's Guide to Battlefield Covenant at Dune's Edge: Odyssey Two».
У 1996 році виходить збірка «The Silence of the Langford», з 30 гумористичних есе на тему НФ та фандому та 2 оповідань, та першу збірку питань та відповідей (книга-вікторина) по Пласкому світу Терри Пратчетта — «Завдання від Незримого Університету» (англ. The Unseen University Challenge: Terry Pratchett's Discworld Quizbook). Друга книга по Пратчетту, «Найбільш віща ланка» (англ. The Wyrdest Link: The Second Discworld Quizbook), виходить у 2002 році.
Надалі у Дейвіда Ленґфорда виходить ще ряд збірок (збірка оповідань «Different Kinds of Darkness» у 2004 році, збірки есе та оглядів «Up Through an Empty House of Stars 1984—2002» у 2003) та книг. Зокрема, у книзі «Кінець Гаррі Поттера?» (англ. The End of Harry Potter?), виданій у 2006 році, Ленґфорд намагається проаналізувати опубліковані романи Джоан Роулінг та розкрити таємниці останньої книги.
У даний час Дейв Ленґфорд зі своєю дружиною Хейзел (англ. Hazel) проживають у Редінгу.

### Ansible
З літа 1979 року Ленґфорд починає вести та публікувати інформаційний бюлетень під назвою «Ansible», в якому розглядає актуальні для фендома питання та аналізує новинки НФ. «Ansible» понад 30 раз номінувався на «Г'юго», спочатку як фензин, а потім як журнал.

### SFX
З 1995 року, з моменту заснування журналу «SFX», Дейв веде там свою колонку й активно співпрацює з редакторами. Так, наприклад, Ленґфорд складав для «SFX» список двадцяти найкращих та десяти найгірших фантастичних книг усіх часів. Так матеріал, який Ленґфорд публікував у журналі склав дві збірки: «Колонки SEX та інші помилки» (англ. The SEX Column and other misprints, з огляду на те, що на обкладинці «SFX» фото або картинка часто розміщувалася під буквою «F» у назві, слово «SFX» виглядало та могло читатися як «SEX») у 2005 році, куди увійшли роботи Дейва з 1995 по 2004 роки, та «Starcombing» у 2009 році.

## Номінації та нагороди
Дейвід Ленґфорд щорічно, з 1979 по 2009 роки (усього 30 разів), номінувався на премію «Г'юго» у категорії найкращий фен-письменни та 21 раз ставав лауреатом (у 1985, 1987 та щороку з 1989 по 2007 роки).
Фензин «Ansible» 11 разів (у 1984, 1985, 1987, з 1994 по 2000, та у 2002 роках) номінувався на «Г'юго» у категорії найкращий фензин та п'ять раз ставав лауреатом. З 2003 року «Ansible» перейшов у категорію найкращий напівпрофесійний журнал, у якій номінувався щорічно до 2010 року, у 2005 році став лауреатом.
У 1995 та 1996 роках Дейвід Ленґфорд був у складі колегії жюри премії Артура Кларка (як представник Британської Асоціації Наукової Фантастики, BSFA).
Інші премії та нагороди:
- 1979 рік — номінант премії «Г'юго» у категорії найкращий фензин («Twll-Ddu»)[21].
- 1980 рік:
  - Лауреат «FAAns» (англ. The Fan Activity Achievement Awards) у категорії найкращий фен-письменник[22].
  - Номінант «BSFA Award» (от англ. British Science Fiction Association)) за найкраще оповідання («Sex Pirates of the Blood Asteroid»)[20].
- 1983 рік — номінант премії «Локус» за найкращий дебютний роман («The Space Eater»)[23].
- 1985 рік — лауреат «BSFA Award» за найкраще оповідання («Cube Root»)[20][24].
- 1993 рік — номінант премії «Г'юго» за найкращу книгу у жанрі нехудожньої літератури («Let's Hear It for the Deaf Man»)[25].
- 1997 рік — номінант премії «Г'юго» за найкращу книгу у жанрі нехудожньої літератури («The Silence of the Langford»)[26].
- 1999 рік — номінант премії «Локус» за найкраще оповідання («Out of Space, Out of Time»)[27].
- 2001 рік — лауреат премії «Г'юго» за найкраще оповідання («Different Kinds of Darkness»)[28].
- 2002 рік:
  - Лауреат «BSFA Award» за найкращу публіцистичну книгу («Introduction to Maps: The Uncollected John Sladek» — передмова до збірки оповідань Джона Слейдека «Maps»)[20][24].
  - Лауреат Меморіальної премії Едварда Е. Сміта[29].
- 2006 рік:
  - Номінант премії «Г'юго» за найкращу книгу про фантастику («The SEX Column and Other Misprints»)[30].
  - Номінант премії «Локус» за найкращу публіцистичну книгу («The SEX Column and Other Misprints»)[31].
- 2010 год — Номінант премії «Локус» за найкращу публіцистичну книгу («Starcombing»)[32].